# Irrationale tal
 Der er for få eller ingen kildehenvisninger i denne artikel, hvilket er et problem. Du kan hjælpe ved at angive troværdige kilder til de påstande, som fremføres i artiklen.

Irrationale tal er i matematikken alle tal der er reelle, men ikke rationale.
De klassiske eksempler er tallet {\displaystyle \pi =3{,}1415926\ldots } og kvadratroden af to som skrives
{\displaystyle {\sqrt {2}}}. Kvadratrod to er lig med {\displaystyle 1{,}414213562373095\ldots }
Et irrationalt tal kan være algebraisk eller transcendent. Et transcendent tal kan ikke være rod i et polynomium med rationale koefficienter – de øvrige irrationale tal kaldes algebraiske.
Hvis et tals decimaler er periodiske vil tallet være rationalt. Men at vise et tal der er irrationalt er straks vanskeligere.

## Historisk
Det første bevis på eksistensen af irrationelle tal tilskrives normalt en pythagoræer (muligvis Hippasus af Metapontum), som sandsynligvis opdagede dem, mens han identificerede sider af pentagrammet. Det siges, at disciplen Hippasos af Metapontum  blev druknet for at have røbet sin opdagelse. 

## Irrationaliteten af kvadratrod 2
Her følger et bevis på at kvadratrod 2 er et irrationalt tal.
Irrationaliteten bevises ved et modstridsbevis. Det antages, at der findes et rationalt tal {\displaystyle r}, så {\displaystyle r^{2}=2}; dvs. at der findes tal {\displaystyle m} og {\displaystyle n\in \mathbb {N} } så {\displaystyle r=m/n} (vi kan uden tab af almengyldighed antage, at {\displaystyle r>0}, da {\displaystyle (-r)^{2}=r^{2}}). Herom kan antages, at brøken {\displaystyle m/n} er uforkortelig. Det fås altså at:
{\displaystyle 2=r^{2}=\left({\frac {m}{n}}\right)^{2}={\frac {m^{2}}{n^{2}}}}, hvilket vil sige at {\displaystyle m^{2}=2n^{2}}.
Det vil sige at {\displaystyle m^{2}} er lige, og det følger, at {\displaystyle m} også er lige. Det betyder, at der findes et helt tal {\displaystyle m'} så {\displaystyle m=2m'}. Indsat i ovenstående ligning fås at {\displaystyle (2m')^{2}=2n^{2}}, altså {\displaystyle 4m'^{2}=2n^{2}} og forkortet {\displaystyle 2m'^{2}=n^{2}}. På samme måde som før ses, at {\displaystyle n} også må være lige. Da både {\displaystyle m} og {\displaystyle n} er lige, er brøken {\displaystyle m/n} nødvendigvis forkortelig med 2, hvilket strider mod antagelsen.
Ogilvie Joseph Louis LaGrange har udtrykt et bevis for dette i en enkel sætning:
"It ({\displaystyle {\sqrt {2}}}) cannot be found in fractions, for if you take a fraction reduced to its lowest terms, the square of that fraction will again be a fraction reduced to its lowest terms and consequently cannot be equal to the whole number 2."

## Irrationaliteten af kvadratrod 5
Ved hjælp af et indirekte bevis kan det vises, at kvadratroden af 5 er et irrationalt tal. Man antager, at det er et rationalt tal, så det kan skrives som en uforkortelig brøk: {\displaystyle {\sqrt {5}}={\frac {p}{q}}}. Dette kan omskrives til: {\displaystyle 5\cdot q^{2}=p^{2}}. Brøken {\displaystyle {\frac {p}{q}}} var antaget uforkortelig, det vil sige, at p og q's primfaktoropløsning ikke indeholder nogen fælles primtal. {\displaystyle p^{2}} og {\displaystyle q^{2}} vil derfor have et lige antal primfaktorer, da hvert primtal fra før vil forekomme to gange. Og her opstår modstriden: Ligningen {\displaystyle 5\cdot q^{2}=p^{2}} siger, at {\displaystyle p^{2}} har én primfaktor (5) mere end {\displaystyle q^{2}}, hvilket ikke kan passe, da de begge har et lige antal primfaktorer (jvf: Aritmetikkens fundamentalsætning). Hermed er det vist, at {\displaystyle {\sqrt {5}}} er irrationalt. Dette bevis holder for alle primtal, hvilket betyder, at kvadratrødder af alle primtal er irrationale.

## Bog
- Holth, Klaus m.fl. (1987): Matematik Grundbog 1. Forlaget Trip, Vejle. ISBN 87-88049-18-3